# Juliomys rimofrons
Juliomys rimofrons là một loài động vật có vú trong họ Cricetidae, bộ Gặm nhấm. Loài này được Oliveira & Bonvicino mô tả năm 2002.